# The Cycles: International Grand Prix Racing
The Cycles: International Grand Prix Racing è un videogioco di motociclismo pubblicato nel 1989-1991 per i computer Amiga, Amstrad CPC, Commodore 64, Mac OS, MS-DOS e ZX Spectrum dalla Accolade. Fu sviluppato dalla ditta canadese Distinctive Software, eccetto le conversioni per i computer europei Amstrad e Spectrum, di produzione britannica. Il gioco ha visuale in prima persona e permette di correre sulle piste del Motomondiale 1989.
Ha evidenti somiglianze con l'allora celebre Grand Prix Circuit, precedente gioco automobilistico degli stessi produttori, del quale si può ritenere un equivalente motociclistico.

## Modalità di gioco
The Cycles è un simulatore di guida con visuale tridimensionale in prima persona, su circuiti realistici che possono presentare anche dislivelli. Durante la gara, in basso al centro dello schermo è visibile il cruscotto della propria moto, comprese la mani del pilota, che si inclina quando si sterza. In alto sono presenti una minimappa del circuito con le posizioni dei contendenti, uno specchietto retrovisore analogo a quello di un'auto, e alcuni dati come la velocità e il piazzamento.
Le versioni Amstrad CPC e ZX Spectrum sono un po' semplificate, non avendo lo specchietto e l'effetto della moto che si inclina; la grafica della moto non è nemmeno sovrapposta a quella della pista, ma sta al di sotto di essa.
Il giocatore può scegliere se guidare una moto di cilindrata 125, 250 o 500, ma non modelli specifici. Il metodo di selezione è analogo a quello utilizzato per scegliere l'automobile nel precedente Test Drive II degli stessi produttori, con i mezzi che scorrono in alto e i loro dati mostrati in basso.
Si può scegliere se fare pratica, disputare una gara singola su una pista a scelta, o disputare un campionato a punti su tutte le piste del Motomondiale. Ci sono in tutto 15 circuiti corrispondenti a quelli reali, non tutti disponibili con la bassa cilindrata. Il numero di giri da effettuare è selezionabile.
Nelle gare sono presenti altri 9 concorrenti in pista, con nomi fittizi. Si effettua prima un giro di qualifica in solitario, da completare nel minor tempo possibile; la posizione sulla griglia di partenza della gara dipende dal piazzamento ottenuto.
Si possono impostare cinque livelli di difficoltà, che influiscono su varie caratteristiche tra cui il rischio di incidenti, i danni da uscite fuori pista, il tipo di cambio automatico o manuale (dal terzo livello è manuale), le impennate, il rischio di rottura del motore in caso di surriscaldamento, la tenuta di strada e la competitività degli avversari.
Tra una gara e l'altra si può salvare il campionato in corso. Vengono salvati anche i tempi record.

## Accoglienza
The Cycles ricevette giudizi molto variabili dalla critica, ma il più delle volte positivi. Era apprezzato soprattutto come simulatore realistico, per appassionati del genere.
Secondo la rivista K, su MS-DOS ebbe successo anche perché era il primo simulatore di moto con visuale in soggettiva. Un esempio, meno frequente, di rivista poco soddisfatta è Amiga Byte, che apprezzava la qualità della presentazione, ma riteneva il gioco mancante di originalità e già superato.